# Сарылар-Китай
Сарылар-Китай (укр. Сарилар-Китай, крымскотат. Sarılar Qıtay, Сарылар Къытай) — исчезнувший хутор в Джанкойском районе Республики Крым, располагавшийся на севере района, по левому берегу реки Победная, примерно в 3 километрах к юго-востоку от современного села Столбовое.

## История
В доступных источниках развалины покинутого селения встречаются на картах 1836, 1842 и 1865 года. Как жилое, вновь появляется в Статистическом справочнике Таврической губернии. Ч.II-я. Статистический очерк, выпуск пятый Перекопский уезд, 1915 год, согласно которому на хуторе Сарылры-Китай Богемской волости Перекопского уезда числилось 3 двора с русским населением в количестве 24 человек приписных и 8 «посторонних» жителей
После установления в Крыму Советской власти, по постановлению Крымревкома от 8 января 1921 года № 206 «Об изменении административных границ» была упразднена волостная система и в составе Джанкойского уезда был создан Джанкойский район. В 1922 году уезды преобразовали в округа. 11 октября 1923 года, согласно постановлению ВЦИК, в административное деление Крымской АССР были внесены изменения, в результате которых округа были ликвидированы, основной административной единицей стал Джанкойский район и село включили в его состав. Согласно Списку населённых пунктов Крымской АССР по Всесоюзной переписи 17 декабря 1926 года, на хуторе Сарылар-Китай (Бесчастный), Таганашского сельсовета Джанкойского района, числилось 10 дворов, все крестьянские, население составляло 51 человек, все русские. В последний раз селение встречается на карте 1931 года, на карте 1941 года его уже нет.